# Clibanornis
Clibanornis és un gènere d'ocells de la família dels furnàrids (Furnariidae).

## Taxonomia
Segons la Classificació del Congrés Ornitològic Internacional (versió 14.2, 2024) aquest gènere està format per cinc espècies:
- Clibanornis dendrocolaptoides - espiner dels bambús.
- Clibanornis rectirostris - plegafulles bec-recte.
- Clibanornis erythrocephalus - plegafulles cap-rogenc.
- Clibanornis rubiginosus - plegafulles castany.
- Clibanornis rufipectus - plegafulles de Santa Marta.